# 鱷魚牙醫
鱷魚牙醫是一款為兒童設計的玩具，由米爾頓布萊德利公司於1990年首次發售，尺寸較小的隨行版於1993年開賣。目前由Winning Moves發行。發明者是Robert B. Fuhrer，而此人也是鱷魚高爾夫及其它多件玩具的發明者。

## 遊戲機制
鱷魚牙醫為鱷魚外型的塑膠製玩具，玩家輪流按下鱷魚口中的牙齒，如果「蛀牙」被壓下，鱷魚大嘴就會「啪」地關上，夾住手指。導致嘴巴閉上的玩家就是輸家。在玩具初期版本中，牙齒是以鉗子取下，但因為開發人員覺得這不夠刺激，所以後來被取消了。

## 迴響
鱷魚牙醫是1991年聖誕節期間的暢銷玩具，往後也一直很有人氣。很多評論家將這款玩具視為最奇怪的玩具之一，《約克日報》的Mike Argento把它列入1992年的怪異玩具獎，然而2004年時，他表示這款玩具已經成為經典。
這款玩具的成功也促使Robert B. Fuhrer創作許多以鱷魚為題材的玩具，例如鱷魚高爾夫。

## 外部連結
- Hasbro's product page （页面存档备份，存于）
- BoardGameGeek上的Crocodile Dentist